# Gypsy Woman
Gypsy Woman (Mujer Gitana) es una canción del álbum Dignity de Hilary Duff.
La canción causó mucha polémica, debido a que los medios manejaron que esta era una indirecta hacia la socialité Nicole Richie (esposa de su exnovio Joel Madden, líder de la banda Good Charlotte).
Más tarde, Duff aclaró que la Mujer Gitana de la que se habla en la canción, es una mujer que tuvo una relación amorosa con el padre de Duff, estando este casado con Susan, madre de Hilary, lo que ocasionó el divorcio. La canción fue escrita por las hermanas Duff y Ryan Tedder.
De hecho, la canción lleva una escritura compleja e indirecta a la vez: "Enjoy the fame, bringing down the family name", lo que se traduce como "Disfruta la fama, manchando el nombre familiar". 
Gypsy Woman contiene un verso de Winston Churchill al término de la Guerra Francesa: -"The Battle of France it's over" - "Congratulations, you've joined the rank of all the rest".
La canción estaba prevista a ser lanzada como cuarto sencillo del álbum, sin embargo Hollywood Records no quiso gastar más dinero en la promoción de Dignity, ya que tenían dudas sobre la capacidad artística de Duff. Solo fue lanzado un single en áreas seleccionadas, incluyendo únicamente dos temas.
- Datos: Q9001637